# Francis Williams
Francis Williams (c. 1700 - 1771) fue un académico y poeta jamaiquino nacido en Kingston. Fue hijo de John y Dorothy Williams, una pareja de africanos libres involucrados en la industria azucarera de Jamaica del siglo XVIII, lo que significó el alcance de un nivel económico suficiente para permitirse la educación de sus hijos.
Se dice que Williams hizo parte de un experimento social creado por el Duque de Montagu, quien buscaba demostrar que la gente negra, con la educación adecuada, podía equiparar los conocimientos de los blancos. Esto le habría permitido cursar secundaria e incluso ingresar a la Universidad de Cambridge, aunque su asistencia a la Universidad no está registrada. Lo que sí está comprobado es que fundó una escuela en Jamaica, donde dictó clases de matemáticas, lectura y escritura en latín